# 必殺仕事人III
『必殺仕事人III』（ひっさつしごとにんスリー）は、1982年10月8日から1983年7月1日まで、テレビ朝日系で毎週金曜日22:00 - 22:54に放送された、朝日放送と松竹（京都映画撮影所、現・松竹撮影所）共同製作のテレビ時代劇。全38話。主演は藤田まこと。
必殺シリーズの第19作、必殺仕事人シリーズの第3作、中村主水シリーズの第9作である。

## 概要
本作は、前作『新・必殺仕事人』の続編であり直結する作品世界を持つ。前作の最終話で解散したはずの主水たち仕事人グループが本作第一話では解散などなかったかのように引き続き活動しているが、これは本作の放送開始直前（前週）に『必殺シリーズ10周年記念スペシャル 仕事人大集合』というテレビ特番が放送されこの中で仕事人グループ再始動に至る前作と本作をつなぐエピソードが既に描かれたからである。なお本作のオープニングナレーション時の映像は前作と同じものを使い回し、そこに新登場の西順之助のカットを加えただけとなっている（ナレーションは新規）。
本作も、藤田まこと演ずる中村主水を筆頭に、三田村邦彦演ずる秀、中条きよし演ずる勇次、鮎川いずみ演ずる加代、山田五十鈴演ずるおりくが、前作より何ら変わることなく登場している。
本作の特徴は異色の受験生仕事人 西順之助の仕事人グループへの加入である。順之助役には、TBS『3年B組金八先生』第2シリーズで人気を得た、ジャニーズ事務所所属の当時のアイドル ひかる一平が起用された。順之助は『必殺からくり人』のとんぼに続いて、2人目となる10代の若者の殺し屋だが、『からくり人』放送当時、20代のジュディ・オングが10代の設定のとんぼを演じていたのとは異なり、ひかる一平は劇中の順之助同様、10代であり、「演じる役者も10代の殺し屋」は順之助が初めてである。当初、三田村邦彦が『太陽にほえろ!』（日本テレビ）への出演決定に伴って、必殺シリーズの降板が内定したため、秀に代わる新しいキャラクターとして設定されたのが、順之助である。その後、女性ファンからの強い要望で、三田村は引き続き出演することになり、『新・必殺仕事人』のメンバー＋順之助という形に納まった。
順之助は受験生であり、当然、人間としては未熟な青年で、仕事人としてもまだアマチュア意識がある。彼は当初仕事人を悪人を倒す正義のヒーローのようにみており「世の中が悪いからひっくり返したい」という観念的理想主義者であり、金で仕事を請け負う殺し屋らしからぬ「正義のために」「世直しのために」という大義名分で殺しに参加しようとして主水たちを怒らせたり、かといってその理想に燃えているわけでもなく率先的に行動するタイプではなく受動的で、やる気もあまりなく塾の試験勉強のために平気で裏の仕事を休んだりといった、歴代の殺し屋たちが多少なりとも持ち合わせていたプロ意識が大幅に欠如しており、主水たちから呆れられたり鉄拳制裁される描写もあった。常に敬語で話すライトな性格もあって主水たち仕事人グループの中では浮いた存在で、現代っ子のような場違い感もあった。
10代の若者の順之助を仲間入りさせたことで作品内容が甘くなったのかと言えば、そのようなことは決して無く、自分が恋した女が殺しの標的となり、やむなく始末したことで、仕事人稼業から足を洗いたいと泣きながら言い出す順之助を主水と勇次が殴り飛ばし、厳しく叱責したり（第3話）、主水とおりくを除いた他の3人（秀、勇次、加代）が、足手まといの彼を始末しようと相談する描写などもあり（第9話）、この時期『必殺シリーズ』自体がマイルド路線に変化していったことも事実である反面、登場女性への性暴行描写など、前作『新・必殺仕事人』以上のハードな描写も多々見られる。一方、先述のようにあまりシリアスなキャラクター性ではなくプロ意識も足りない順之助は簡単な理由（試験前であるなど）で殺しを休んだり、多少のコメディ感もあって主水たち大人との感覚のズレが面白さを生んでいた。
必殺ファンで知られる、作家の田辺聖子が雑誌のエッセイで「最近の必殺には子供が出てきて殺しをしているが、あれは中途半端で嫌い」とコメントしたことがある。山内久司プロデューサーはこの意見を参考にし、本作後半からは順之助を殺し担当ではなく、エレキテルで見張りを気絶させるなど、ややマイルドな役割に微調整していった。これを発展させて『必殺仕事人IV』では、順之助は完全に殺しの下準備係となった。田辺の順之助への苦言と、必殺シリーズに対するリスペクトの強さは映画『必殺! THE HISSATSU』パンフレットに寄せたエッセイでも確認することができる。順之助を演じた、ひかる自身も、辰巳出版刊『時代劇マガジン』VOL9のインタビューで、「テレビとはいえ、10代の受験生が殺しを行うのは良くないというクレームが視聴者から寄せられた」と語っている。
1983年3月4日放送の第21話で、必殺シリーズの歴代最高視聴率37.1%を記録している。
本作の主題歌「冬の花」は『暗闇仕留人』の主題歌「旅愁」以来の大ヒットを記録。唄った鮎川いずみは、当時の日本有線大賞新人賞を受賞した。

## あらすじ
『仕事人大集合』で、多くの仕事人の犠牲と協力の元で、大仕事を完遂した中村主水、秀、勇次、加代、おりくは仕事人チームを再び組むこととなった。
ある日の夜、主水たちは殺しの現場を目撃されてしまう。この目撃者 - 西順之助は蘭方医 西順庵の息子で、西洋医学所に合格するために日々、塾に通って勉強する受験生であった。主水たちは裏稼業の掟により順之助を始末しようとするが、仕事人の面々を前にしても臆すること無く、仕事人は正義の味方と憧れる彼の言葉を聞いて、どうしても手に掛けることは出来なかった。結局、誰にも口外しないことを条件に順之助は助けられた。
その後、ある事件が起こり、その噂を聞きつけた順之助は主水たちの仲間に入りたいと志願するも、主水たちから、全く相手にされない。順之助はそれでも諦めず、加代を煽って事件の真相を探ろうとするが、一味の一人に勘付かれてしまい、二人の人相書が市中に貼られてしまった。主水は順之助を殺そうとするが、泣きじゃくる彼を殺すことが出来ない。
おりくの提案で、異色の受験生仕事人 西順之助が誕生。彼とともに、主水たちは一味を闇に葬った。新たな仲間を加えた仕事人たちの暗闘は続く。

## 登場人物

### 仕事人
中村主水
演 - 藤田まこと
南町奉行所の定町廻り同心。TVスペシャル『仕事人大集合』で、セクンデ一味との戦いをきっかけに闇の世界に再び身を投じる決意をする。未熟な順之助には基本的に厳しい態度を取りつつも、その成長を見守る。
秀
演 - 三田村邦彦
飾り職人。『仕事人大集合』の時点で、知らぬ顔の半兵衛と裏稼業を組み、彼と別れた後、セクンデ一味との戦いを終え、主水と再び組む。順之助にはあまり、いい印象を持たなかった。
最後の仕事を行った後、依頼人の線から足がつくと主水から言われたことで江戸を離れることとなる。
加代
演 - 鮎川いずみ
何でも屋で、仕事人の密偵。まだ若く、素人同然の順之助のサポートを行う。金にがめつく、図々しい性格も相変わらずである。
最終話で敵が仕掛けた仕事を請け負ったことで素性がばれ、最後の仕事を行った後に奉行所から追われることとなり、チーム解散と同時に江戸を離れた。
西順之助
演 - ひかる一平
蘭方医の息子で、西洋医学所に合格し、自身も医者になることを夢見て学問に励む受験生。塾帰りに偶然、仕事人たちの殺しの現場を目撃。以前から仕事人を「悪政を正す正義の味方」として英雄視しており、主水たちのグループに仲間入りする。
若さ故にいい加減なところがあり、「塾の試験が近いから」という理由などで殺しの仕事を休むことがあり、主水たちの反感を買ったこともある（第2、9話）。
最後の仕事を終えた後、チーム解散と同時に赤の他人だと主水から告げられ、元の受験生生活に戻っていった。最後まで仕事を世直しと勘違いしている節があり、秀に叱責される場面もあった。
なお、解散前の集まりに主水に言われて毒を用意してきたが、世直しのためではなく、捕まった時の自害用だと聞かされ驚いていた。この毒は秀と勇二は主水に返している。
勇次
演 - 中条きよし
三味線屋。前作に続き、小唄の師匠として中村家へ出入りしている。
最後の仕事を行った後、秀と同様の理由で主水から忠告を受け、江戸を離れることにした。
おりく
演 - 山田五十鈴
三味線屋で、仕事人の元締。勇次の母親。他の仲間が順之助の存在を疎む一方で、彼女一人が順之助に優しく諭すことがあった。最後の仕事には参加していない。

### その他
中村せん
演 - 菅井きん
主水の姑。あいかわらず、婿養子の主水をいびる。
中村りつ
演 - 白木万理 
主水の妻。せんとともに、婿養子の主水をいびる。
筆頭同心 田中
演 - 山内敏男（現・山内としお）
南町奉行所の筆頭同心で、主水の上司。相変わらず、口煩い。前作に比べ、性格、言動ともにオカマっぽくなっている。
西順庵
演 - 溝田繁
西巴
演 - 三浦徳子
塾の先生
演 - 北村光生
塾生
演 - 久米学、土屋八大

### ゲスト
第1話「殺しを見たのは受験生」
- お弓 - 岡部典子
- 宮部菊麿 - 常泉忠通
- 勘助 - 島米八
- 石田 - 鈴木金哉
- 和吉 - 筑波健
- お栄 - 島村晶子
- お国 - 増岡美樹
- 森 - 伴勇太郎
- 大黒屋 - 伊波一夫
- 横田 - 丸尾好広
- 番頭 - 松尾勝人
- 用心棒 - 美鷹健児

第2話「下駄をはかせたのは両替屋」
- お袖 - 賀田裕子
- お力 - 黒田福美
- 林伊蔵 - 黒部進
- 分銅屋宗兵衛 - 西山辰夫
- 与吉 - 南条好輝
- 喜助 - 柳原久仁夫
- 利平 - 諸木淳郎
- 湯女 - 中塚和代
- 客引 - 大矢敬典
- 仲居 - 倉谷礼子
- 湯女たち - 田村恵子
- 湯女たち - 伊藤由紀子
- 湯女たち - 加藤恭子
- 湯女たち - 北真奈美
- 湯女たち - 松村文

第3話「アルバイトをしたのは同級生」
- 枡屋 - 高木二朗
- おせき - 清水めぐみ
- 与力 - 江並隆
- 周平 - 津田和彦
- 元円 - 徳田興人
- 西村 - 武周暢
- 矢吉 - 玉生司郎
- 熊蔵 - 滝譲二

第4話「火つけを見たのは二人のお加代」
- おかよ - 新谷由美子
- 寅造 - 丹古母鬼馬二
- 将監 - 五味龍太郎
- 新二郎 - 伊藤武史
- 陽一郎 - 関根大学
- 玄之介 - 工藤健
- 女将 - 高木峯子
- 父親 - 伝法三千雄
- 貸衣裳屋 - 松尾勝人
- 酌婦 - 富士原睦
- 町人 - 加藤正記
- 町人 - 三笠敬子
- 長屋の女 - 三星東美
- 武家の女 - 和田かつら
- 武家の女 - 伊東雅子
- おかよ（少女時代） - 井上夢路
- 加代（少女時代） - 森田志津子
- 役人 - 東悦次

第5話「夢の女に惚れたのは秀」
- 矢野道斎 - 外山高士
- お銀 - 長谷直美
- 道有 - 剣持伴紀
- 木田仁平 - 田中弘史
- 河野一太郎 - 山本弘
- 芸者 - 松寺千恵美
- 芸者 - 落合智子

第6話「女牢に目をつけたのは主水」
- 最上参三 - 小笠原良知
- お兼 - 長谷川待子
- お栄 - 舟倉たまき
- 石出頼母 - 白川浩二郎
- お咲 - 大川かつ子
- 越中屋 - 北見唯一
- 勘造 - 芝本正
- 専斎 - 水上保広
- 芸者 - 神東利衣
- 女囚 - 町田米子
- 女囚 - 京あけみ
- 牢同心 - 伊波一夫
- 長屋の女 - 服部明美

第7話「捨て子をされたのは三味線屋の勇次」
- お小夜 - 今出川西紀
- 芳松 - 佐藤仁哉
- 棹屋 - 入江正徳
- 坂井勝重 - 牧冬吉
- 伊勢屋 - 梶本潔
- 吉蔵 - 河野実
- お光 - 真城都子
- 門弟 - 平井靖

第8話「窓際族に泣いたのは主水」
- お糸 - 野平ゆき
- 八州屋 - 浜田晃
- 島田忠信 - 岩田直二
- 島田信一郎 - 小林芳宏
- 左門 - 大木晤郎
- 留五郎 - 有川正治
- 佐吉 - 山本一郎
- お松 - 和泉敬子
- 女中 - 橘かおり
- 正太郎 - 斉木新吾
- 岡っ引 - 平井靖

第9話「年末賞与を横取りしたのはせんとりつ」
- 政吉 - 平泉征
- お春 - 服部妙子
- 田山力弥 - 辻萬長
- 仁平 - 根岸一正
- 加島兵部 - 永野辰弥

第10話「子供にいたずらされたのは主水」
- 千世 - 千野弘美
- 真辺紳之進 - 椎谷建治
- 松五郎 - 堺左千夫
- 考平 - 中浜健太郎
- 伊勢屋 - 波田久夫
- 咲 - 安岡真智子
- 万三 - 真田実
- 小豆 - 吉田哲子
- 千次 - 美鷹健児
- 考太 - 阿南忠幸
- 紳之助 - 浜田雄史
- 新吉 - 漁野篤史
- 早世 - 高橋美樹
- そば屋 - 乃木年雄
- 童子 - 山田克二
- 童子 - 木下学

第11話「恋の重荷を背負ったのは秀」
- お梅 - 田中綾
- お六 - 竹井みどり
- 治平 - 北村英三
- 岡田 - 大下哲矢
- 勘次 - 下元年世
- 熊吉 - 諸木淳郎
- 丑造 - 伊藤克美

第12話「つけ文をされたのは主水」
- お波 - 仁和令子
- 山下菊弥 - 堀内正美
- 松嶋伝五郎 - 杉江広太郎
- 伝吉 - 重田尚彦
- 鳴海 - 高並功
- 紀伊国屋 - 堀内一市
- お馬 - 丸平峯子
- 権平 - 花岡秀樹
- 助八 - 東悦次
- 長崎屋 - 堀北幸夫
- 女将 - 高木峯子
- 瓦版売り - 松尾勝人

第13話「上役の期待を裏切ったのは主水」
- 菊千代 - 北原理絵
- 虎造 - 唐沢民賢
- 音吉 - 江口正昭　
- 富五郎 - 西田良　
- 河合 - 野上哲矢　
- 原田 - 石倉英彦　
- お梅 - 星野美恵子　
- 捨松 - 四方公
- 門番 - 加藤正記
- 同心 - 美鷹健児
- 同心 - 平井靖

第14話「婦女暴行を見たのはおりく」
- 高野ぬい - 白石奈緒美
- 小万 - 上原実千代
- 高野八太郎  - 土屋八大
- 鳥居一弥 - 草木宏之
- 水野伊之助 - 古城逞
- 内藤 - 工藤健
- 土井 - 山内勉
- おきぬ - 淡城みゆき

第15話「加代に死の宣告をしたのは主水」
- お紋 - 佐野アツ子
- 早川菊馬 - 中田博久
- 宗八 - 芝本正
- お仲 - 志乃原良子
- 越前屋 - 玉生司朗
- 山下 - 浜伸二
- 文太 - 川上恭尚
- 定松 - 遠山二郎
- 竹庵 - 佐々山洋一
- 芸者 - 伊東雅子
- 芸者 - 阪上加図子

第16話「饅頭売って稼いだのはお加代」
- 上田監物 - 内田稔
- 頑天 - 佐藤京一
- お光 - 速水典子
- 三之助 - 升毅
- 覚明 - 徳田興人
- 柳田慎之介 - 岡本隆成
- 柳田慎左衛門 - 辻喬二郎
- 豪商 - 沖ときお
- 瓦版売り - 松尾勝人

第17話「花嫁探しをしたのは勇次」
- お糸 - 村田みゆき
- 勘七 - 山本紀彦
- 伍作 - 及川智靖
- 駒井 - 出水憲司　
- 関根 - 伴勇太郎　
- 伊平 - 日高久　
- 上州屋 - 海老江寛
- 仁吉 - 滝譲二
- 喜助 -  葭川浩
- お駒 - 三笠敬子
- お米 - 和田かつら
- 鳶の者 - 鈴木政喜
- 女 - 伊東雅子

第18話「月の船を待っていたのは秀」
- 長次 - 山本昌平
- お照 - 井澤明子
- 島太郎 - 山本一郎
- 勘太 - 増田壮太郎
- 松蔵 - 丘路千
- 島太郎 - 山本一郎
- 金助 - 野崎善彦
- 多吉 - 富士圭一
- 小平 - 田中義尚
- 六助 - 永井秀男
- 孫作 - 神藤一弘

第19話「にせ物に踊らされたのはせんとりつ」
- 唐山 - 草薙幸二郎
- 佐吉 - 江木俊夫
- 陶雅堂 - 牧冬吉
- 宗匠 - 中村錦司
- 金吾 - 重久剛一
- おひさ - 白礼花
- 久保彦左衛門 - 伊波一夫
- 長屋の女 - 山村嵯都子
- 楓 - 池野理佳子

第20話「厄払いしたかったのは主水」
- 正胤 - 藤木孝
- 定八 - 住吉正博
- とよ - きたむらあきこ
- 正吉 - 佐瀬陽一
- 文三 - 楠年明
- 工藤 - 大木晤郎
- 女将 - 宮本毱子
- 巫子 - 尾崎弥枝
- 手下 - 平井靖
- 信徒 - 辻喬二郎
- 町人 - 伊波一夫

第21話「赤ん坊を拾ったのは三味線屋おりく」
- お絹 - 今出川西紀
- 吉造 - 本郷直樹
- おゆう - 香月美保子
- 彦兵衛 - 藤沢薫
- 兼松 - 下元年世　
- 同心 柳川 - 中西宣夫
- 遊び人 - 東悦次
- 民次 - 花岡秀樹
- 町人 - 丸尾好宏
- 町人 - 前田邦宏
- 女郎 - 冨士原睦
- 女郎 - 増田智子

第22話「湯女に惚れられたのは勇次」
- ゆき - 加山麗子
- 治兵衛 - 梅津栄
- 稲葉 - 上野山功一
- 平助 - 横山あきお
- 少女 - 鈴木史絵
- 番頭 - 松尾勝人
- 遣手婆 - 小林加奈枝
- 湯女 - 伊東雅子
- 女盗人 - 坂上加図子

第23話「ギックリ腰で欠勤したのは主水」
- お静 - 早乙女愛
- 茂助 - 丹古母鬼馬二
- 富三郎 - 黒部進
- 吉兵衛 - 野上哲矢
- 清太 - 岡高宏
- 伝五郎 - 須永克彦
- 銀次 - 野田亮介
- 松永 - 諸木淳郎
- お藤 - 中塚和代
- 年増の女 - 茜ゆき
- 居酒屋の親爺 - 松田勝利
- 踊り子 - 岸下寿美江
- 踊り子 - 森島かおる
- 踊り子 - 岸本恵美子
- 踊り子 - 籔本智美

第24話「三味線二重奏したのは勇次」
- 妙月尼 - 加茂さくら
- 田坂金吾 - 伊吹徹
- 丹波屋仁平 - 西山嘉孝
- お久 - 尾曳伊都子
- たみ - 鳴尾よね子
- お文 - 安岡真智子
- 小吉 - 山田克二
- 伊助 - 筑波健

第25話「殺しを見られたのは秀」
- 君姫 - 風祭ゆき
- 千代 - 田中綾（田中綾子）
- 柴野 - 波田久夫
- 古川 - 大下哲矢
- 商人 - 伴勇太郎　
- 小原 - 石倉英彦
- 刀剣屋主人 - 伊波一夫　
- 錺職番頭 - 遠山二郎
- 茶屋女将 - 和田かつら

第26話「嫁の勤めを果たしたのは加代」
- 伊之助 - 佐藤佑介
- 勘助 - 堀田真三
- お徳 - 福田公子
- 辰平 - 美鷹健児
- 仙太 - 四方公
- 多吉 - 伊藤克美　
- 亥之助 - 竹内健一
- 呉服屋の手代 - 東田達夫
- 人足 - 東悦次
- 壺振り - 鈴木政喜

第27話「暴力塾生にいじめられたのは順之助」
- 林又四郎 - 森次晃嗣
- 黒川忠昌 - 田口計
- 求馬 - 大村波彦
- よしの - 藍ともこ
- 武之進 - 古川真司
- 三浦 - 田中弘史
- はつ - 島村晶子
- みよ - 吉田哲子
- 酌婦 - 竹村仁美
- 遊女 - 矢野裕子
- 浮浪者 - 東悦次
- 塾生 - 加藤正記
- 塾生 - 高橋信也
- 塾生 - 日向はじめ
- 塾講師 - 宍戸大全

第28話「相撲取りに惚れられたのは加代」
- 荒熊喜平次 - 早川雄三
- 大栄山与作 - 栩野幸知
- 相模屋徳右衛門 - 牧冬吉
- お妙 - 川本美和
- 小野寺 - 白川浩二郎
- 番頭 佐吉 - 河野実
- 和助 - 利倉亮
- 和助の女房 - 増田智子
- 和助の子供 - 滝竜太
- 使いの者 - 伊藤克美

第29話「老眼鏡を買わされたのは主水」
- 馬道の伝五郎 - 藤岡重慶
- 熊五郎 - 汐路章
- お紋 - 一柳みる
- お袖 - 笠間一寿美
- 高木権之進 - 田畑猛雄
- 勢州 - 徳田興人
- 武州 - 山本一郎
- 佐助 - 森秀人
- お千和 - 尼崎弥枝
- 茂兵衛 - 家野繁次
- 吾平 - 泉裕介
- 女 - 伊東雅子

第30話「スギの花粉症に苦しんだのは主水」
- 百花の竜 - 苅谷俊介
- お峰 - 鈴鹿景子
- 森蔭薫順 - 西本裕行
- 狩野丹波 - 稲垣昭三
- 玄庵 - 真田健一郎　
- 藤兵衛 - 江並隆　
- 権六 - 出水憲司
- 中年男 - 丸尾好広
- 番頭 - 平井靖

第31話「全財産をなくしたのは加代」
- みね - 小畠きぬ子
- 田安治重 - 遠藤征慈
- 女小姓 - 牧野恵美
- 日下平八郎 - 高峰圭二
- 桃井兵庫 - 五味龍太郎
- 寅之助 -  葭川浩
- 彦太郎 - 伊藤克美
- 人足頭 - 諸木淳郎
- 百姓 - 花岡秀樹
- 母親 - 和田かつら
- 子供 - 三木健作
- 遊び人 - 美鷹健児
- 遊び人 - 福山龍次
- 百姓 - 日向はじめ

第32話「誘拐犯の娘に惚れたのは秀」
- お夕 - 朝比奈順子
- 石川半之丞 - 石山律夫
- 服部道庵 - 西山辰夫
- 亥吉 - 芝本正
- 仙蔵 - 楠年明
- 乳母 - 道井恵美子
- 市兵衛 - 亀井賢二
- おせき - 冨士原睦
- 市太郎 - 吉川和寛
- 勘七 - 美鷹健児
- 手代 - 東田達夫
- 子供 - 田庭崇

第33話「囮になったのはおりく」
- 民蔵 - 江幡高志
- 辰平 - 辻萬長
- 曽根角之進 - 有川正治
- 河上哲人 - 筑波健
- 仙八 - 滝譲二
- 小夜 - 桂川京子
- 志乃 - 星野恵美子

第34話「大名になったのは同級生」
- 永琢 - 村田正雄
- 恩田 - 中井啓輔
- 堀忠尚 - 遠藤義徳
- 泉渓 - 北九州男
- 酒井忠継 - 中村孝雄
- 浪江 - 柿崎澄子　
- 野村 - 須永克彦　
- 宗心 - 伴勇太郎　
- 大名 - 堀北幸夫
- 大名 - 伊波一夫
- 塾生 - 山内勉
- 塾生 - 村田哲治
- 茶坊主 - 佐々木松之丞
- 芸者 - 伊東雅子
- 腰元 - 鈴木奈都子
- 腰元 - 橋口理子
- 腰元 - 川口映子
- 腰元 - 後藤信子

第35話「金融札に手を出したのはお加代」
- おふみ - 入江若葉
- 善右衛門 - 高木二朗
- お志乃 - 貴倉良子
- 金蔵 - 下元年世
- 伊造 - 川上哲　
- 甲吉 - 小田草之介　
- 町人 - 東悦次
- 弥助 - 小林芳宏
- 地六 - 栗田八郎　
- 已之吉 - 石倉英彦
- 女の客 - 茜ゆき
- 門番 - 伊藤克美
- 職人 - 東田達雄
- 湯女 - 中泉真由美

第36話「ニセ占いで体力消耗したのは主水」
- タエ - 磯村みどり
- 加藤作右衛門 - 原口剛
- 鉄仙 - 野口貴史
- 弥兵衛 - 西山嘉孝
- 美緒 - 太田あや子
- 与一 - 古田将士
- 友仙 - 柳原久仁夫
- 佐吉 - 伝法三千夫
- 老中 - 沖ときお

第37話「芝居見物したかったのはせんとりつ」
- 与五郎 - 梅津栄（2回目）
- 銀次 - 深江章喜
- 沢村菊之丞 - 西川鯉右
- 市川富三郎 - 藤間勘二郎（日本舞踊家）
- 清吉 - 津田和彦
- 清十郎 - 西川右蔵
- おちよ - 井上ユカリ
- 沢之助 - 安部潮
- おとよ - 和泉敬子
- 座長 - 海老江寛
- 瓦版屋 - 松尾勝人
- 大工 - 東田達夫
- お咲 - 増田智子
- 銀次の子分 - 森山紹秀
- 銀次の子分 - 東悦次
- 銀次の子分 - 大前田清仁

第38話「淋しいのは主水だけじゃなかった」
- おすみ - 二宮さよ子
- 用人 酒井 - 草薙幸二郎
- 与力 工藤 - 浜田晃
- 五兵衛 - 高野真二
- 清水宗斉 - 志摩靖彦
- おひさ - 笠間一寿美
- 亀吉 - 日高久
- 中上 - 山本一郎
- 老中 後藤 - 邦保
- くじ売り - 美鷹健児
- 料亭の女将 - 三笠敬子
- およし - 白礼花
- 女囚 - 鈴木奈都子
- 老中 - 伊波一夫

## 殺し技
中村主水
悪人を油断させながら、一瞬の隙を付いて、脇差を相手の急所に刺す。
秀
金属製の房が付いた金色の簪で、悪人の首筋を刺す。
勇次
三味線の三の糸を悪人の首筋目掛けて投げ、首に巻き付け締め上げ、宙吊りにして、窒息死させる。
西順之助
エレキテルで高圧電流を充填させたライデン瓶を使い、悪人を感電死させる。第8、16、25話は気絶等に用いている。ライデン瓶は加代が使用することがあった（第2話）。
おりく
三味線の撥で、悪人の首筋を斬る。第6話は仕込み針を使用した。

## スタッフ
- 制作 - 山内久司（朝日放送）
- プロデューサー - 仲川利久（朝日放送）、辰野悦央（朝日放送）、櫻井洋三（松竹）
- 脚本 - 吉田剛、篠崎好、加田藤穂、石森史郎、仁多雪郎、三田純市、保利吉紀、中原朗、鶉野明彦、林千代、萩田寛子
- 音楽 - 平尾昌晃
- 監督 - 田中徳三、松野宏軌、八木美津雄、黒田義之、貞永方久、家喜俊彦、水野純一郎、関本郁夫、広瀬襄、都築一興
- ナレーション
  - 語り - 中村梅之助
  - 作 - 山内久司
- 協力 - エクラン演技集団、新演技座
- 制作協力 - 京都映画撮影所（現・松竹撮影所）
- 制作 - 朝日放送、松竹

## 主題歌
- 主題歌 - 鮎川いずみ「冬の花」（CBSソニー（現・ソニー・ミュージックレコーズ））
作詞：石坂まさを、作曲：平尾昌晃、編曲：竜崎孝路
歌詞は第1 - 3話まで、3番。第4話以降は1番を使用している。
冒頭のコーラスは鮎川本人の声を加工したものである[18]。
- 挿入歌 - 中条きよし「忘れ草」（テイチクレコード（現・テイチクエンタテインメント））
作詞：杉紀彦、作曲・編曲：三木たかし
第15話から使用された。
内16話、18話においては、勇次の殺しの場面で流れた。

## 放送日程
- 強調部は、サブタイトルのフォーマット。

| 話数   | 放送日          | サブタイトル                       | 脚本     | 監督       |
| ------ | --------------- | ---------------------------------- | -------- | ---------- |
| 第1話  | 1982年10月8日   | 殺しを見たのは受験生               | 吉田剛   | 田中徳三   |
| 第2話  | 1982年10月15日  | 下駄をはかせたのは両替屋           | 吉田剛   | 松野宏軌   |
| 第3話  | 1982年10月22日  | アルバイトをしたのは同級生         | 篠崎好   | 田中徳三   |
| 第4話  | 1982年10月29日  | 火つけを見たのは二人のお加代       | 加田藤穂 | 松野宏軌   |
| 第5話  | 1982年11月5日   | 夢の女に惚れたのは秀               | 吉田剛   | 松野宏軌   |
| 第6話  | 1982年 11月12日 | 女牢に目をつけたのは主水           | 加田藤穂 | 田中徳三   |
| 第7話  | 1982年 11月19日 | 捨て子をされたのは三味線屋の勇次   | 篠崎好   | 松野宏軌   |
| 第8話  | 1982年11月26日  | 窓際族に泣いたのは主水             | 篠崎好   | 八木美津雄 |
| 第9話  | 1982年12月3日   | 年末賞与を横取りしたのはせんとりつ | 石森史郎 | 黒田義之   |
| 第10話 | 1982年12月10日  | 子供にいたずらされたのは主水       | 仁多雪郎 | 八木美津雄 |
| 第11話 | 1982年12月17日  | 恋の重荷を背負ったのは秀           | 吉田剛   | 貞永方久   |
| 第12話 | 1982年12月24日  | つけ文をされたのは主水             | 三田純市 | 田中徳三   |
| 第13話 | 1983年1月7日    | 上役の期待を裏切ったのは主水       | 保利吉紀 | 黒田義之   |
| 第14話 | 1983年1月14日   | 婦女暴行を見たのはおりく           | 吉田剛   | 八木美津雄 |
| 第15話 | 1983年1月21日   | 加代に死の宣告をしたのは主水       | 石森史郎 | 松野宏軌   |
| 第16話 | 1983年1月28日   | 饅頭売って稼いだのはお加代         | 加田藤穂 | 田中徳三   |
| 第17話 | 1983年2月4日    | 花嫁探しをしたのは勇次             | 吉田剛   | 八木美津雄 |
| 第18話 | 1983年2月11日   | 月の船を待っていたのは秀           | 吉田剛   | 家喜俊彦   |
| 第19話 | 1983年2月18日   | にせ物に踊らされたのはせんとりつ   | 石森史郎 | 水野純一郎 |
| 第20話 | 1983年2月25日   | 厄払いしたかったのは主水           | 中原朗   | 関本郁夫   |
| 第21話 | 1983年3月4日    | 赤ん坊を拾ったのは三味線屋おりく   | 鶉野明彦 | 広瀬襄     |
| 第22話 | 1983年3月11日   | 湯女に惚れられたのは勇次           | 中原朗   | 松野宏軌   |
| 第23話 | 1983年3月18日   | ギックリ腰で欠勤したのは主水       | 鶉野明彦 | 田中徳三   |
| 第24話 | 1983年3月25日   | 三味線二重奏したのは勇次           | 石森史郎 | 田中徳三   |
| 第25話 | 1983年4月1日    | 殺しを見られたのは秀               | 中原朗   | 田中徳三   |
| 第26話 | 1983年4月8日    | 嫁の勤めを果たしたのは加代         | 吉田剛   | 松野宏軌   |
| 第27話 | 1983年4月15日   | 暴力塾生にいじめられたのは順之助   | 中原朗   | 八木美津雄 |
| 第28話 | 1983年4月22日   | 相撲取りに惚れられたのは加代       | 篠崎好   | 松野宏軌   |
| 第29話 | 1983年4月29日   | 老眼鏡を買わされたのは主水         | 三田純市 | 松野宏軌   |
| 第30話 | 1983年5月6日    | スギの花粉症に苦しんだのは主水     | 鶉野明彦 | 家喜俊彦   |
| 第31話 | 1983年5月13日   | 全財産をなくしたのは加代           | 中原朗   | 松野宏軌   |
| 第32話 | 1983年5月20日   | 誘拐犯の娘に惚れたのは秀           | 篠崎好   | 田中徳三   |
| 第33話 | 1983年5月27日   | 囮になったのはおりく               | 石森史郎 | 八木美津雄 |
| 第34話 | 1983年6月3日    | 大名になったのは同級生             | 中原朗   | 八木美津雄 |
| 第35話 | 1983年6月10日   | 金融札に手を出したのはお加代       | 鶉野明彦 | 松野宏軌   |
| 第36話 | 1983年6月17日   | ニセ占いで体力消耗したのは主水     | 林千代   | 松野宏軌   |
| 第37話 | 1983年6月24日   | 芝居見物したかったのはせんとりつ   | 萩田寛子 | 家喜俊彦   |
| 第38話 | 1983年7月1日    | 淋しいのは主水だけじゃなかった     | 中原朗   | 都築一興   |

## ネット局
※途中で打ち切られた局や、しばらくの間放送する他系列ネットの局がある。
系列は放送当時のもの。
| 放送対象地域   | 放送局             | 系列                          | 備考                  |
| -------------- | ------------------ | ----------------------------- | --------------------- |
| 近畿広域圏     | 朝日放送           | テレビ朝日系列                | 制作局                |
| 関東広域圏     | テレビ朝日         | テレビ朝日系列                |                       |
| 北海道         | 北海道テレビ       | テレビ朝日系列                |                       |
| 青森県         | 青森放送           | 日本テレビ系列 テレビ朝日系列 |                       |
| 岩手県         | テレビ岩手         | 日本テレビ系列                |                       |
| 宮城県         | 東日本放送         | テレビ朝日系列                |                       |
| 秋田県         | 秋田テレビ         | フジテレビ系列 テレビ朝日系列 |                       |
| 山形県         | 山形放送           | 日本テレビ系列 テレビ朝日系列 |                       |
| 福島県         | 福島放送           | テレビ朝日系列                |                       |
| 新潟県         | 新潟総合テレビ     | フジテレビ系列 テレビ朝日系列 | 現・NST新潟総合テレビ |
| 長野県         | テレビ信州         | テレビ朝日系列 日本テレビ系列 |                       |
| 山梨県         | テレビ山梨         | TBS系列                       |                       |
| 富山県         | 富山テレビ         | フジテレビ系列                |                       |
| 石川県         | 北陸放送           | TBS系列                       |                       |
| 福井県         | 福井テレビ         | フジテレビ系列                |                       |
| 静岡県         | 静岡けんみんテレビ | テレビ朝日系列                | 現・静岡朝日テレビ    |
| 中京広域圏     | 名古屋テレビ       | テレビ朝日系列                |                       |
| 鳥取県・島根県 | 山陰放送           | TBS系列                       |                       |
| 広島県         | 広島ホームテレビ   | テレビ朝日系列                |                       |
| 山口県         | 山口放送           | 日本テレビ系列 テレビ朝日系列 |                       |
| 徳島県         | 四国放送           | 日本テレビ系列                |                       |
| 香川県・岡山県 | 瀬戸内海放送       | テレビ朝日系列                |                       |
| 愛媛県         | 南海放送           | 日本テレビ系列                |                       |
| 高知県         | テレビ高知         | TBS系列                       |                       |
| 福岡県         | 九州朝日放送       | テレビ朝日系列                |                       |
| 長崎県         | 長崎放送           | TBS系列                       |                       |
| 熊本県         | テレビ熊本         | フジテレビ系列 テレビ朝日系列 |                       |
| 大分県         | 大分放送           | TBS系列                       |                       |
| 宮崎県         | 宮崎放送           | TBS系列                       |                       |
| 鹿児島県       | 鹿児島放送         | テレビ朝日系列                |                       |
| 沖縄県         | 琉球放送           | TBS系列                       |                       |

## 前後番組
| テレビ朝日系 金曜22時台（当時はABCの制作枠）    | テレビ朝日系 金曜22時台（当時はABCの制作枠）   | テレビ朝日系 金曜22時台（当時はABCの制作枠） |
| 前番組                                          | 番組名                                         | 次番組                                       |
| ----------------------------------------------- | ---------------------------------------------- | -------------------------------------------- |
| 新・必殺仕舞人 （1982年7月2日 - 1982年9月24日） | 必殺仕事人III （1982年10月8日 - 1983年7月1日） | 必殺渡し人 （1983年7月8日 - 1983年10月14日） |